# Diocesi di Apollonopoli Minore
La diocesi di Apollinopoli Minore (in latino Dioecesis Apollonopolitana Minor) è una sede soppressa del patriarcato di Alessandria e sede titolare della Chiesa cattolica.

## Storia
Apollinopoli Minore, identificata oggi con il villaggio di Kom Isfaht (Com-Esfaht) sulla riva occidentale del Nilo, fu una sede vescovile della provincia romana della Tebaide Prima nella diocesi civile di Egitto. Faceva parte del patriarcato di Alessandria ed era suffraganea dell'arcidiocesi di Antinoe.
Il primo vescovo noto di questa sede è Plutarco, apostata durante la persecuzione di Diocleziano, il cui nome appare in un documento agiografico copto. Nella lettera festale di Atanasio di Alessandria del 339, Pluzio (Ploution) è presente nell'elenco dei vescovi deceduti in quell'anno, sostituito sulla sede di Apollonopoli da Sarapione. Quest'ultimo è ancora documentato dopo il 343/344, poiché figura tra i 94 vescovi egiziani che sottoscrissero il concilio di Sardica.
Nel V secolo sono noti due vescovi. Pabisco partecipò al concilio di Efeso del 431, nel quale prese le difese del proprio patriarca Cirillo di Alessandria. Un papiro, datato genericamente al V secolo, documenta l'esistenza di un altro vescovo di quest'antica diocesi egiziana, il cui nome tuttavia è illeggibile. Un vescovo di nome Vittore è documentato in un atto notarile, su papiro, datato al 528; la sede episcopale non è indicata, ma il suo editore lo attribuisce o alla sede di Apollonopoli Minore oppure a quella vicina di Anteopoli.
Altri vescovi sono attribuiti a questa sede: Giuseppe, menzionato nel sinassario alessandrino; Senuzio, vissuto tra VI e VII secolo; e Eunomio, di epoca incerta.
Dal 1933 Apollonopoli minore è annoverata tra le sedi vescovili titolari della Chiesa cattolica; finora la sede non è mai stata assegnata.

## Cronotassi dei vescovi
- Plutarco † (prima del 305)
- Pluzio † (? - circa 339 deceduto)
- Sarapione † (circa 339 - dopo il 343/344)
- Pabisco † (menzionato nel 431)
- Anonimo † (V secolo)
- Vittore ? † (menzionato nel 528)
- Senuzio † (VI/VII secolo)
- Giuseppe † (VI/VII secolo)
- Eunomio † (?)